# Smolarz (województwo lubelskie)
Smolarz – osada leśna w Polsce położona w województwie lubelskim, w powiecie parczewskim, w gminie Dębowa Kłoda.
W latach 1975–1998 miejscowość administracyjnie należała do województwa bialskopodlaskiego.